# Adductoren van het bovenbeen
De adductoren van het bovenbeen zijn de spieren in de heup, die het bovenbeen adduceert, anders gezegd de dijen naar binnen haalt. De tegenovergestelde beweging, de benen spreiden, is abduceren.

## Spieren
De volgende spieren behoren tot de adductoren:
- Musculus adductor brevis
- Musculus adductor longus
- Musculus adductor magnus
- De bovenste vezels van de musculus adductor magnus vormen soms een aparte spier, de musculus adductor minimus.
- Musculus pectineus
- Musculus gracilis
- Musculus obturatorius externus

## Origo en insertie

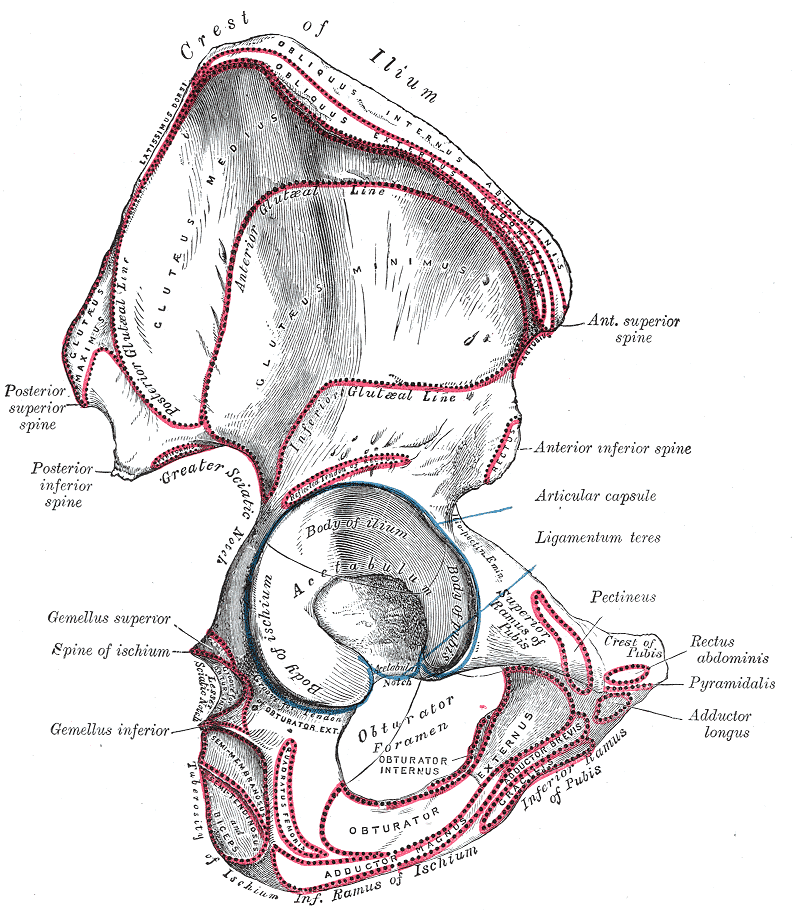
De origo van de adductoren ligt op het bot rond het foramen obturatorium

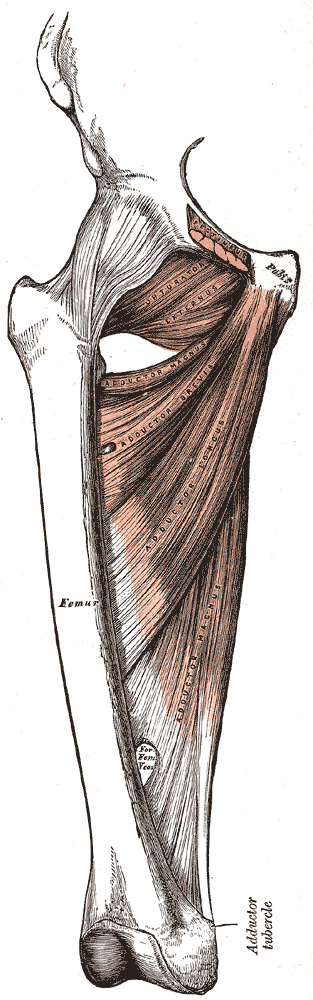
De adductoren: de musculus pectineus is doorgesneden, de musculus adductor magnus ligt deels achter de musculus adductor longus en de musculs adductor brevis

### Origo, oorsprong
Deze spieren ontspringen gezamenlijk van de voorzijde van het heupbeen, het schaambeen, os pubis en het zitbeen, os ischii, en van de membrana obturatoria, de peesplaat in het foramen.
De musculus pectineus, musculus gracilis en musculus adductor longus ontspringen vanaf een lijn die loopt van de eminentia iliopubica tot aan de ramus ossis ischii. De origo van de musculus pectineus bestaat uit spierweefsel. Deze ligt tegen de pees van de musculus adductor longus aan die ontspringt van het tuberculum pubicum, een verdikking op het schaambeen. De origo van de musculus gracilis is aponeurotisch, bestaat uit een peesplaat, vanaf de schaambeenvoeg en ontspringt van de ramus inferior ossis pubis, het schaambeen en de schaambeenvoeg. 
Als het dijbeen naar buiten wordt bewogen, wordt de pees van de musculus adductor longus zichtbaar en palpabel.
De andere adductoren ontspringen van dezelfde regio, maar een niveau dieper, de musculus obturatorius externus van het foramen obturatorium en de membrana obturatoria, de musculus adductor brevis vanaf het os pubis, maar dichter bij het foramen obturatorium dan de musculus adductor longus. De musculus adductor magnus heeft zijn origo op de ramus ossis ischii, het zitbeen.

### Insertie, aanhechting
De insertie van de zes spieren is met pezen aan de binnenzijde van het dijbeen: de musculus obturatorius externus bij de heupkop, in de fossa mesotrochanteria; de musculus pectineus en de musculus adductor longus aan de binnenzijde van het dijbeen, daarachter de musculus adductor brevis. Hierachter ligt de uitwaaierende pees van de musculus adductor magnus. De musculus gracilis steekt de knie over en hecht aan de mediale zijde van het scheenbeen.

## Werking
Een spier brengt origo en insertie naar elkaar toe. De zes spieren trekken gezamenlijk het bovenbeen naar binnen, de knieën naar elkaar. De musculi adductor magnus en gracilis zijn ook endorotatoren, ze doen het dijbeen naar binnen draaien. De musculi pectineus, adductor brevis en obturatorius externus doen het dijbeen naar buiten draaien. De musculi pectineus, adductor longus en obturatorius externus dragen bij aan buigen van de heup, de musculi adductor brevis en magnus dragen bij aan strekken van de heup. De musculus gracilis draagt bij aan de buiging van de knie.

## Innervatie
De adductoren worden geïnnerveerd door de nervus obturatorius. Deze zenuw ontstaat uit de lumbale wortels 1,2,3,4 en komt door een opening in de membrana obturatoria bij de adductoren in het bovenbeen. De musculus adductor magnus wordt voor een gedeelte geïnnerveerd door een tak, de nervus tibialis, van de nervus ischiadicus.

## Bloedvatvoorziening
Samen met de nervus obturatorius komt de arteria obturatoria door het foramen bij de adductoren. Deze voorziet samen met de arteria profunda femoris, een tak van de liesslagader, de adductoren van zuurstofrijk bloed.

## Spasticiteit
Bij kinderen met een hersenbeschadiging en daardoor een spastische verlamming, zijn niet alle spieren in even grote mate aangedaan. Met name zijn de adductoren, ook al zijn ze verlamd, vaak te gespannen. De beentjes komen hierdoor tegen elkaar te liggen of over elkaar te scharen, wat de hygiëne kan bemoeilijken. Omdat een goede ontwikkeling van de heupen druk van de kop in de kom nodig maakt, blijven de kommen te ondiep, de koppen te steil en kan de kop uit de kom groeien. Om dit te voorkomen, worden bij dreigende heupproblemen operatief de adductoren, adductorentenotomie, en de voorste tak van de nervus obturatorius, obturatoriusneurectomie, soms doorgesneden.